# Bridgeport (Metro de Filadelfia)
Bridgeport  es una estación en la línea Púrpura del Metro de Filadelfia. La estación se encuentra localizada en 5th Street & Merion Street en Bridgeport, Pensilvania.  La Autoridad de Transporte del Sureste de Pensilvania (por sus siglas en inglés SEPTA) es la encargada por el mantenimiento y administración de la estación. La estación se encuentra a 12.8 millas de las vías de la Terminal de la Calle 69.

## Descripción y servicios
La estación Bridgeport cuenta con 1 plataforma lateral y 1 vía.  

## Conexiones
La estación es abastecida por las siguientes conexiones: 
- Rutas de autobuses de SEPTA: Ninguna